# Acanthemblemaria castroi
Acanthemblemaria castroi är en fiskart som beskrevs av Stephens och Hobson, 1966. Acanthemblemaria castroi ingår i släktet Acanthemblemaria och familjen Chaenopsidae. IUCN kategoriserar arten globalt som sårbar. Inga underarter finns listade i Catalogue of Life.